# Antoni Lisicki
Antoni Lisicki herbu Prus (zm. po 1804 roku) – podstoli chęciński w latach 1783–1794, podstarości chęciński w latach 1784–1794, cześnik chęciński w latach 1776–1783, łowczy chęciński w latach 1764–1776.
Był komisarzem Sejmu Czteroletniego z powiatu chęcińskiego województwa sandomierskiego do szacowania intrat dóbr ziemskich w 1789 roku.